# Jagdgeschwader 77
A Jagdgeschwader 77 Herz As era uma unidade aerea da Luftwaffe durante a Segunda Guerra Mundial.

## Comandantes
| Comandante                                   | Data                                             |
| -------------------------------------------- | ------------------------------------------------ |
| Oberstleutnant Eitel Roediger von Manteuffel | (1 de Outubro de 1939 - 22 de Dezembro de 1940)  |
| Major Bernhard Woldenga                      | (22 de Dezembro de 1940 - 23 de Junho de 1941)   |
| Major Gotthard Handrick                      | (23 de Junho de 1941 - 16 de Maio de 1942)       |
| Major Gordon Gollob                          | (16 de Maio de 1942 - 30 de Setembro de 1942)    |
| Major Joachim Müncheberg                     | (30 de Setembro de 1942 - 23 de Março de 1943)   |
| Oberstleutnant Johannes Steinhoff            | (23 de Março de 1943 - 1 de Dezembro de 1944)    |
| Major Johannes Wiese                         | (1 de Dezembro de 1944 - 25 de Dezembro de 1944) |
| Major Siegfried Freytag                      | (25 de Dezembro de 1944 - 15 de Janeiro de 1945) |
| Major Erich Leie                             | (15 de Janeiro de 1945 - 7 de Março de 1945)     |
| Major Siegfried Freytag                      | (7 de Março de 1945 - 1 de Abril de 1945)        |
| Major Fritz Losigkeit                        | (1 de Abril de 1945 - 8 de Maio de 1945)         |

## Gruppenkommandeure

### I./JG 77[1]
| Hptm Johannes Janke         | 1 de maio de 1939 - 21 de novembro de 1940     |
| Hptm Walter Grommes         | fevereiro de 1941 - junho de 1941              |
| Major Joachim Seegert       | junho de 1941 - janeiro de 1942                |
| Hptm Herbert Ihlefeld       | 6 de janeiro de 1942 - 11 de maio de 1942      |
| Major Heinz Bär             | 11 de maio de 1942 - 6 de agosto de 1943       |
| Obstlt Armin Köhler         | 31 de julho de 1943 - 19 de agosto de 1943     |
| Hptm Lutz-Wilhelm Burkhardt | 19 de agosto de 1943 - 30 de novembro de 1943  |
| Hptm Theo Lindemann         | 30 de novembro de 1943 - 28 de agosto de 1944  |
| Hptm Armin Köhler           | maio de 1944 - 13 de junho de 1944             |
| Hptm Lothar Baumann         | 1 de agosto de 1944 - 24 de dezembro de 1944   |
| Major Münnichow             | 24 de dezembro de 1944 - 10 de janeiro de 1945 |
| Hptm Joachim Deicke         | 10 de janeiro de 1945 - 17 de abril de 1945    |
| Hptm Heinz Grosser          | 17 de abril de 1945 - 8 de maio de 1945        |

### II./JG 77[1]
| Obstlt Carl Schumacher       | 1 de maio de 1939 - 30 de novembro de 1939   |
| Maj Harry von Bülow-Bothkamp | 30 de novembro de 1939 - 31 de março de 1940 |
| Hptm Karl Hentschel          | 31 de março de 1940 - 9 de setembro de 1940  |
| Hptm Franz-Heinz Lange       | 9 de setembro de 1940 - 23 de abril de 1941  |
| Hptm Helmut Henz             | 23 de abril de 1941 - 25 de maio de 1941     |
| Maj Anton Mader              | 26 de maio de 1941 - 7 de março de 1943      |
| Olt Heinz Dudeck             | 7 de março de 1943 - 13 de março de 1943     |
| Maj Siegfried Freytag        | 13 de março de 1943 - 3 de abril de 1945     |
| Hptm Emil Omert              | 29 de janeiro de 1944 - 31 de março de 1944  |
| Maj Armin Köhler             | 4 de abril de 1945 - 8 de maio de 1945       |

### III./JG 77[1]
| Maj Heinrich Seeliger           | 5 de setembro de 1940 - 14 de outubro de 1940 |
| Maj Alexander von Winterfeldt   | outubro de 1940 - 2 de agosto de 1941         |
| desconhecido (interino)         | 2 de agosto de 1941 - 4 de setembro de 1941   |
| Maj Kurt Ubben                  | 5 de setembro de 1941 - 10 de março de 1944   |
| Hptm Karl Bresoschek (interino) | 10 de março de 1944 - 3 de abril de 1944      |
| Hptm Emil Omert                 | 3 de abril de 1944 - 24 de abril de 1944      |
| Hptm Karl Bresoschek            | 24 de abril de 1944 - 31 de julho de 1944     |
| Olt Erhard Niese (interino)     | 6 de junho de 1944 - julho de 1944            |
| Maj Armin Köhler                | agosto de 1944 - abril de 1945                |

### Ergänzungsgruppe/JG 77[1]
| Olt Walter Hoeckner   | 18 de outubro de 1940 - 21 de dezembro de 1940 |
| Olt Schultz           | 22 de dezembro de 11940 - junho de 1941        |
| Maj Albert Blumensaat | junho de 1941 - 22 de junho de 1941            |
| Maj Kurt Fischer      | 1 de julho de 1941 - 1 de fevereiro de 1942    |

## Membros Notáveis
- Gordon Gollob (Condecorado com a Cruz de Cavaleiro da Cruz de Ferro, com Folhas de Carvalho, Espadas e Diamantes)
- Reinhard Heydrich (Mais tarde SS-Obergruppenführer, chefe do ReichsSicherheitsHauptAmt e Stellvertreter Reichsprotektor da Boemia e Moravia, serviu na Jagdgeschwader 77 Herz As de 1939 até 1941 como Ajudante do III. Gruppe. Ele voou em missões de reconhecimento durante a campanha na Noruega e mais tarde em missões de reconhecimento sobre a UK e USSR)

- Johannes Steinhoff (General da Luftwaffe no pós-guerra, Chief of Staff e Comandante da Força Aérea Aliada na Europa Central, Chief of Staff da Luftwaffe e Chairman no Comitê Militar NATO, na Bundeswehr General-Steinhoff-Kaserne em Gatow foi nomeado em sua homenagem em 1994 e Jagdgeschwader 73 "Steinhoff" foi nomeado em sua honra em 1997)